# Hypothyris napona
Hypothyris napona är en fjärilsart som beskrevs av Richard Haensch 1903. Hypothyris napona ingår i släktet Hypothyris och familjen praktfjärilar. Inga underarter finns listade i Catalogue of Life.